# Оборона Іконія
Оборона Іконія, або Похід на Хліат — епізод візантійсько-сельджуцький війн; незавершений військовий похід військ імператора Романа IV для звільнення захопленого сельджуками міста Хліата у підконтрольному Візантії регіоні озера Ван. З огляду на розгром візантійського ар'єргарду і рейд сельджуцьких військ в глибину Малої Азії та напад на місто Іконій, Роман змушений був відмовитись від початкової мети і сконцентруватись на безпеці цього важливого центру Анатолії.

## Передумови
Після смерті імператора Константина Х до влади у Константинополі у статусі спів-правителя малолітнього константинового сина Михайла VII, прийшов Роман IV. Такий вибір був зроблений з огляду на значні військові таланти Романа, котрі були потрібні державі для виправлення важкої ситуації на околицях держави. На Балканах які потерпали від тиску печенігів, у Сицилії яку поступово завойовували нормани і на Сході Малої Азії, котра вже кілька десятиліть жила у небезпечному сусідстві із могутньою державою сельджуків, що виникла в середині ХІ століття. Вдалі дії Романа у Сирії, однак, збіглись у часі із походом Афсін Бека, бунтівного сельджуцького воєначальника, якому вперше вдалось здійснити глибокий рейд територією Анатолії та досягнути Аморія. Повертаючись із Сирії у Константинополь Роман відіслав загін найманців на вірменський кордон, хоча дії загону, які супроводжувались грабунком та розбоєм, внесли ще більший безлад у, без того, ослаблену періодичними навалами турок прикордонну смугу.

## Похід

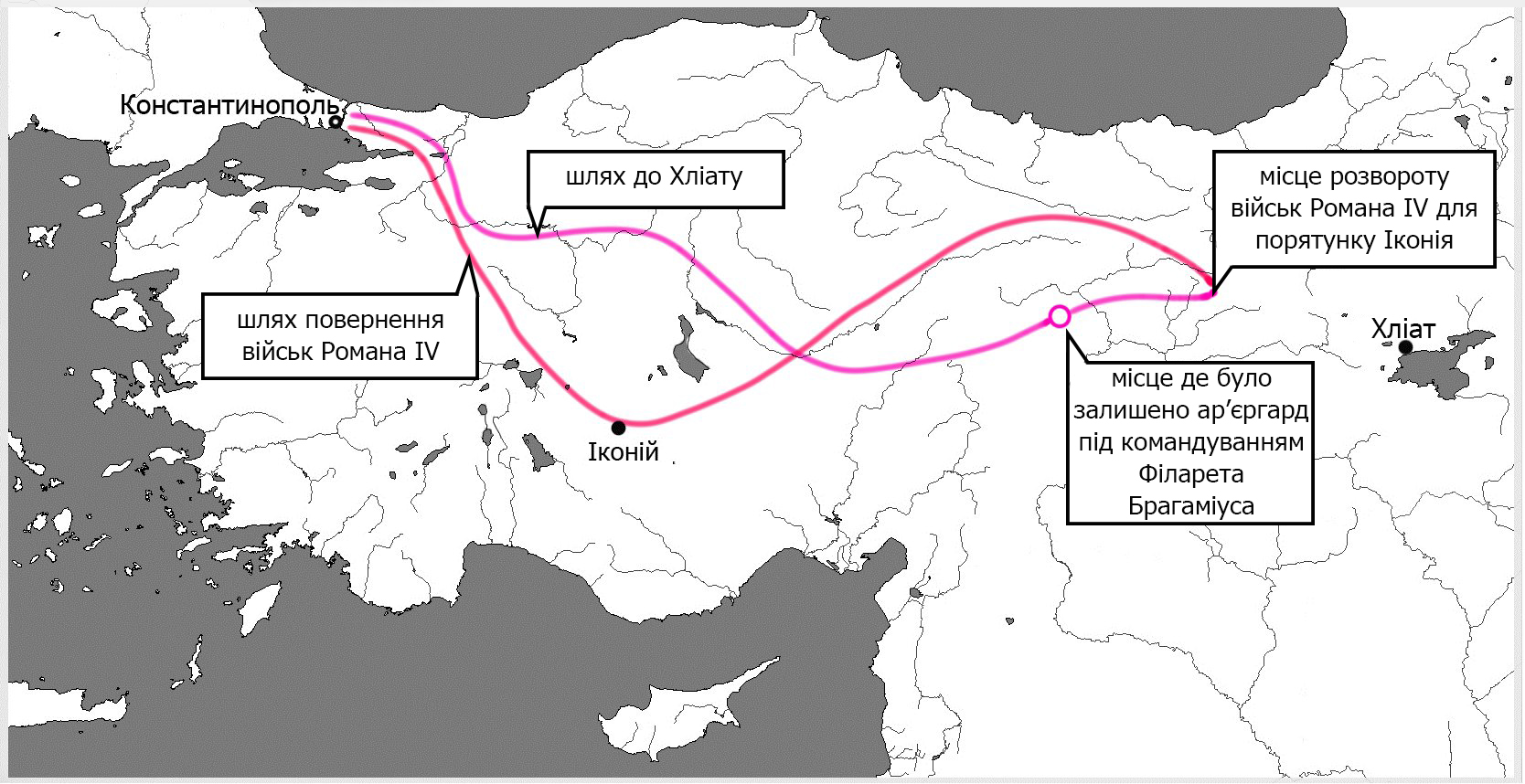
Маршрут походу Романа IV Діогена на Хліат та у напрямку Іконія (1069)

Навесні 1069 року розпочав новий похід, який на цей раз мав на меті зміцнити позиції Римської імперії у Вірменії та послабити небезпеку сельджуцьких наїздів. Кінцевим пунктом призначення було місто Хліат на південно-західному узбережжі озера Ван, котре було захоплене сельджуками. У верхів'ях Євфрату Роман залишив ар'єргарт під командуванням вірменського генерала Філарета Брагаміоса, а сам виступив далі на Схід.
В цей час сельджуки обійшли війська імператора та розбили відділи Філарета, розчистивши собі дорогу до безперешкодного просування в глибину Анатолії. Дізнавшись про це Роман IV, не дійшовши до мети свого походу, повернув ромейську армію назад в районі Теодозіополя, та почав переслідувати її. Проте сельджуцькі відділи зуміли уникнути прямого зіткнення з римською армією та підійти до важливого мало-азійське міста Іконія. Рятуючи Іконій від руйнації та пограбування ворогом, армія Романа вирушила у південно-західному напрямку до стін міста. У цей час, скориставшись відступом римських військ та відсутністю будь-якої загрози із його боку, султан Алп-Арслан зайняв ще два стратегічно важливі міста у візантійській Вірменії — Манцикерт і Арджеш. Убезпечивши Іконій, але так і не досягнувши мети свого походу, Роман повернувся до Константинополя, готуючись до продовження дій у Малій Азії.

## Наслідки
Невдалий похід на Хліат мав лише один військово-тактичний наслідок — укріплення присутності сельджуків у районі озера Ван та фактичну втрату контролю Римської імперії у прикордонному регіоні центрально-східної Вірменії. З одного боку не бажання турків вступати у прямий контакт із головними силами імперії, свідчили про невпевненість та обережність, а з іншого, сельджуцьким військам вдруге після походу Афсін Бека вдалось легко і безперешкодно діяти всередині Мало-Азійського півострова, в глибинних регіонах Візантії.
Відсутність чіткого результату, відчуття якого виникло після пограбування Іконія, і не завершеного походу на Хлат і спонукало Романа IV до організації ще більш масштабного військового з'єднання. За задумом імператора, воно мало бути знову відправлене на Схід та вибити сельджуків із захоплених ними міст у Вірменії. У наступному 1070 році відбувались певні дії візантійських військ у Анатолії, однак, без участі Романа IV, котрий був зайнятий спробами укрімити своє хистке становище при владі у Константинополі, а також тренуванням військ до ще одного походу на Схід Нова велика армія на чолі із Романом була зібрана у 1071 та дійсно досягнула ареалу озера Ван та була розгромлена у битві коло Манцикерту. Після цього, короткі набіги перетворились у повноцінне завоювання Анатолії сельджуками.

## Зауваги
1. ↑   Свої військові здібності Роман Діоген показав у війні проти печенігів котрі проникали на територію Балканського півострова з півночі